# جون بلاك (سياسي أمريكي)
جون بلاك (بالإنجليزية: John Black)‏ هو سياسي أمريكي، ولد في 27 يونيو 1933، وتوفي في 25 نوفمبر 2017.